# Ouragan Danielle (2010)
Pour les articles homonymes, voir Cyclone tropical Danielle.
L'Ouragan Danielle est le cinquième cyclone tropical, la quatrième tempête tropicale, le deuxième ouragan majeur et le premier ouragan de catégorie 4 de la saison cyclonique 2010 dans l'océan Atlantique nord. Danielle ne s'est jamais approchée d'aucune côte mais une personne s'est noyée le long de la plage « Satellite Beach » en Floride à cause du courant d'arrachement causé par la houle du lointain passage de Danielle.

## Évolution météorologique
Le 19 août, une onde tropicale quitte la côte Ouest de l'Afrique. Se déplaçant dans des conditions favorables, sa circulation se ferme à l'approche des îles du Cap-Vert le 21 août, définissant la dépression tropicale Six. Le 22 août, cette dépression se développe en tempête tropicale dénommée Danielle vers 20 h 10 UTC. Elle se trouvait alors à 13,4 N et 35,1 O, en plein océan Atlantique, et dirigeait vers le nord-ouest. Le lendemain, la dépression passe au statut d'ouragan de catégorie 2. 
Le 24 août, Danielle s'affaiblit soudainement en catégorie 1. Plus tard dans le même jour, Danielle s'affaiblit brièvement en tempête tropicale, avant de devenir à nouveau en ouragan de catégorie 1. Quelques heures plus tard, Danielle se renforce de nouveau en catégorie 2 formant un œil, le 26 août. 
Le vendredi 27 août, l'ouragan Danielle était à 940 km au sud-est des Bermudes et le Centre américain des ouragans (NHC) a annoncéqu'il était devenu un ouragan majeur (catégorie 3) avec des vents atteignant 195 km/h. Il évolue en catégorie 4 au cours de la même journée. 
L'ouragan ne demeure cependant pas longtemps à ce niveau et diminue rapidement vers la catégorie 3 puis 1, en se dirigeant vers les eaux plus froides au nord-est des Bermudes. Danielle a amorcé sa transition extratropicale le 31 août alors qu'elle passait au sud-est de Terre-Neuve sans jamais avoir approché de terres.